# Звенигородский, Сергей Григорьевич
Сергей Григорьевич Звенигородский (20 августа 1946 — 24 апреля 1994, Одесса) — советский футболист, нападающий.
Воспитанник одесского футбола. Тренеры Ю. М. Линда и Ю. Ф. Клацман. С 1964 года — в составе «Черноморца». Дебютировал за клуб в 1966 году, за семь сезонов провёл 182 матча, забил 26 голов, в классе «А» (1966—1970) — 130 матчей, 15 голов. В дальнейшем выступал во второй лиге за армейскую команду из Тирасполя и Одессы (1973, 1975—1976) и «Локомотив» Херсон (1974—1975).
Окончил Одесский педагогический институт.